# Paleocontinent
Een paleocontinent is een continent dat tijdens de geologische geschiedenis bestond en is opgegaan in de huidige continenten, eventueel door eerst in andere paleocontinenten over te gaan. Door het proces van platentektoniek verschuiven de continenten en door orogenese en subductie ontstaan "nieuwe" continenten.
De oudste continentale blokken, die al heel lang min of meer onveranderd over de planeet heen en weer geschoven zijn worden kratons genoemd.

## Kratons
- Siberisch kraton
- Kaapvaalkraton
- Kalaharikraton

## Bekende paleocontinenten
- Laurazië (afsplitsing van Pangea; Noord-Amerika, Europa, Azië)
- Gondwana (afsplitsing van Pangea; Zuid-Amerika, Afrika, Australië, Antarctica)
- Pangea (een aaneengesloten supercontinent dat een globale landmassa vormde)
- Laurentia
- Baltica
- Avalonia
- West-Gondwanaland
- Oost-Gondwanaland
- Nigerblok
- Baikalblok
- Pannotia
- Rodinië
- Protolaurazië
- Arctica
- Kenorland
- Vaalbara